# マイルス・イン・トーキョー
『マイルス・イン・トーキョー』（Miles in Tokyo）は、アメリカ合衆国のジャズ・ミュージシャン、マイルス・デイヴィスの1964年の初来日公演を収録したライブ・アルバム。1969年にCBSソニーから日本限定で発表された。

## 背景

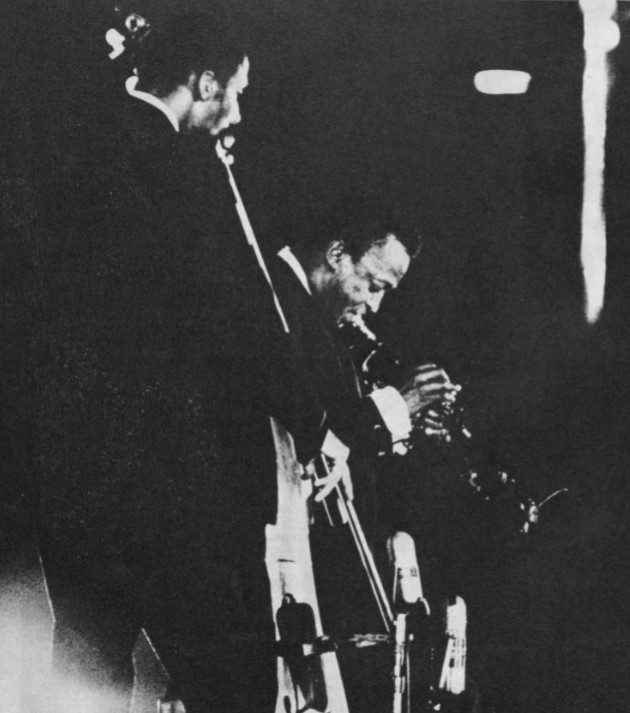
マイルス・デイヴィスは1964年7月に初来日した。写真はベースのロン・カーターとデイヴィス。

1964年7月10日から16日にかけて、東京都、大阪市、京都市、名古屋市、札幌市で「第1回世界ジャズ・フェスティヴァル」が開催された。デイヴィスは同フェスティヴァルに出演するため初来日した。本作には7月14日の東京厚生年金会館公演のライブ録音が収録された。日本ツアーに帯同したサム・リヴァースは、元々数週のみの参加を約束していた臨時メンバーで、日本ツアー終了後、アメリカで幾つかの公演に参加した後に脱退し、ウェイン・ショーターが後任として迎えられた。
本作はラジオ放送用に録音されていたライブ音源が元になっており、1969年に日本限定でLPが発売され、2005年には母国アメリカでもリマスターCDが発売された。

## 反響・評価
日本では、1970年に集計が開始されたオリコンLPチャートで最高51位を記録した。スコット・ヤナウはオールミュージックにおいて5点満点中4点を付け「デイヴィスはリヴァースのアヴァンギャルド的なスタイルを好んでおらず（彼らの間には化学反応は起きていなかった）、リヴァースは短期間で脱退したが、この（日本限定で発売された）ライブLPは、この短期間のみの関係性を捉えている」と評している。

## 収録曲
1. イントロダクション・バイ・テルヲ・イソノ - "Introduction" - 1:10
2. イフ・アイ・ワー・ア・ベル - "If I Were a Bell" (Frank Loesser) - 10:17
3. マイ・ファニー・ヴァレンタイン - "My Funny Valentine" (Richard Rodgers, Lorenz Hart) - 12:50
4. ソー・ホワット - "So What" (Miles Davis) - 8:05
5. ウォーキン - "Walkin'" (Richard Carpenter) - 9:15
6. オール・オブ・ユー - "All of You" (Cole Porter) - 11:18
7. ゴー・ゴー（テーマ&アナウンスメント） - "Theme and Annoncement" - 1:21

## 参加ミュージシャン
- マイルス・デイヴィス - トランペット
- サム・リヴァース - テナー・サクソフォーン
- ハービー・ハンコック - ピアノ
- ロン・カーター - ベース
- トニー・ウィリアムス - ドラムス